# 987 Wallia
987 Wallia је астероид главног астероидног појаса. Приближан пречник астероида је 43,67 , 
а средња удаљеност астероида од Сунца износи 3,147 астрономских јединица (АЈ). 
Инклинација (нагиб) орбите у односу на раван еклиптике је 8,885 степени, а орбитални период износи 2039,469 дана (5,583 година). Ексцентрицитет орбите астероида износи 0,230. 
Апсолутна магнитуда астероида износи 9,30 а геометријски албедо 0,176.
Астероид је откривен 23. октобра 1922. године.